# 라소스 데 아모르
《라소스 데 아모르》(스페인어: Lazos de amor)은 1995년부터 1996년까지 방영된 멕시코의 텔레노벨라이다.